# Theodore Roosevelt lovas szobra (James Earle Fraser)
Theodore Roosevelt lovas szobra James Earle Fraser 1939-es bronz alkotása. Az Egyesült Államok 26. elnökét ábrázoló szoborcsoport a New York-i Amerikai Természettudományi Múzeum előtti közterületen állt 1940 és 2022 között. A lovas szobor Theodore Rooseveltet, mint az alkotás központi figuráját, lóháton ábrázolja, az alkotás két gyalogos mellékalakja, a főalak két oldalán volt látható, egyik egy indián őslakos, a másik egy szubszaharai afrikai férfialak.
A szobor egyre nagyobb kritikát váltott ki a háromszög alakú kompozícióban rejlő hierarchikus vonatkozásai miatt, 2017-től kezdve többen szólaltak fel annak eltávolítására, majd 2020. június 21-én a múzeum bejelentette, hogy felkéri a város tisztviselőit a szobor eltávolítására. New York polgármestere, Bill de Blasio támogatta az eltávolítást, csakúgy, mint Roosevelt dédunokája, Theodore Roosevelt IV és ükunokája, Kermit Roosevelt III is. A New York-i Köztervezési Bizottság 2021. június 21-én egyhangúlag megszavazta a szobor áthelyezését. A szobrot 2022. január 20-án távolították el.

## Története

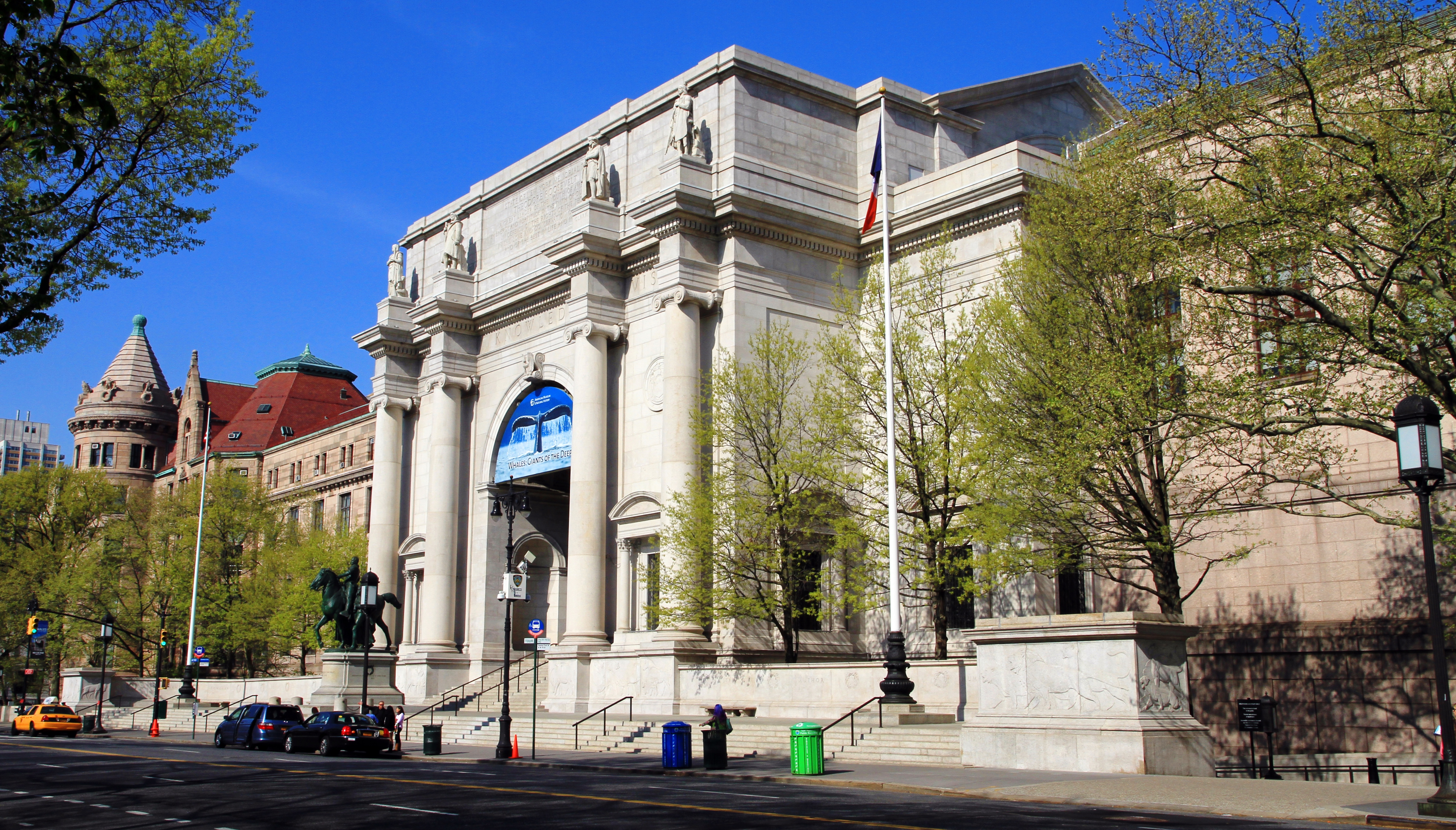
Az emlékmű a Bacon által tervezett neoklasszicista múzeumbejárat részeként

Az emlékmű a Roosevelt Memorial Association 1930-as években történt felkérésére született meg. Az alkotás teljesen illeszkedett a múzeum neoklasszicista stílusú épületéhez. 
A szobor a múzeum által annak a Carl Akeley-nek szentelt diorámatermének bejáratánál állt, aki Rooseveltet elkísérte egyéves afrikai expedíciójára.
A két gyalogos figura a kontinenseket szimbolizálta, nem egyéneket valamilyen narratívában, ez bevett gyakorlat volt a köztéri szobrászatban. Ugyanakkor megítélések szerint a "piramiskompozíció" Roosevelttel a csúcsán "hierarchiát is jelenthet", a szobor Rooseveltet mint a vezető kisebbség főalakját ábrázolja. A szobor alkotója, James Earle Fraser ezekkel a szavakkal fejezte ki a kompozíciós szándékot: "A [Roosevelt] oldalán lévő két alak Afrika és Amerika kontinensét szimbolizálja, ha úgy tetszik, Roosevelt minden fajjal szembeni barátságosságát jelképezi."
A szobrot 1940. október 27-én avatták fel, gyártója a Gorham Manufacturing Company, Providence, RI volt.

A szobor feliratain ez áll:

## Ellentmondások

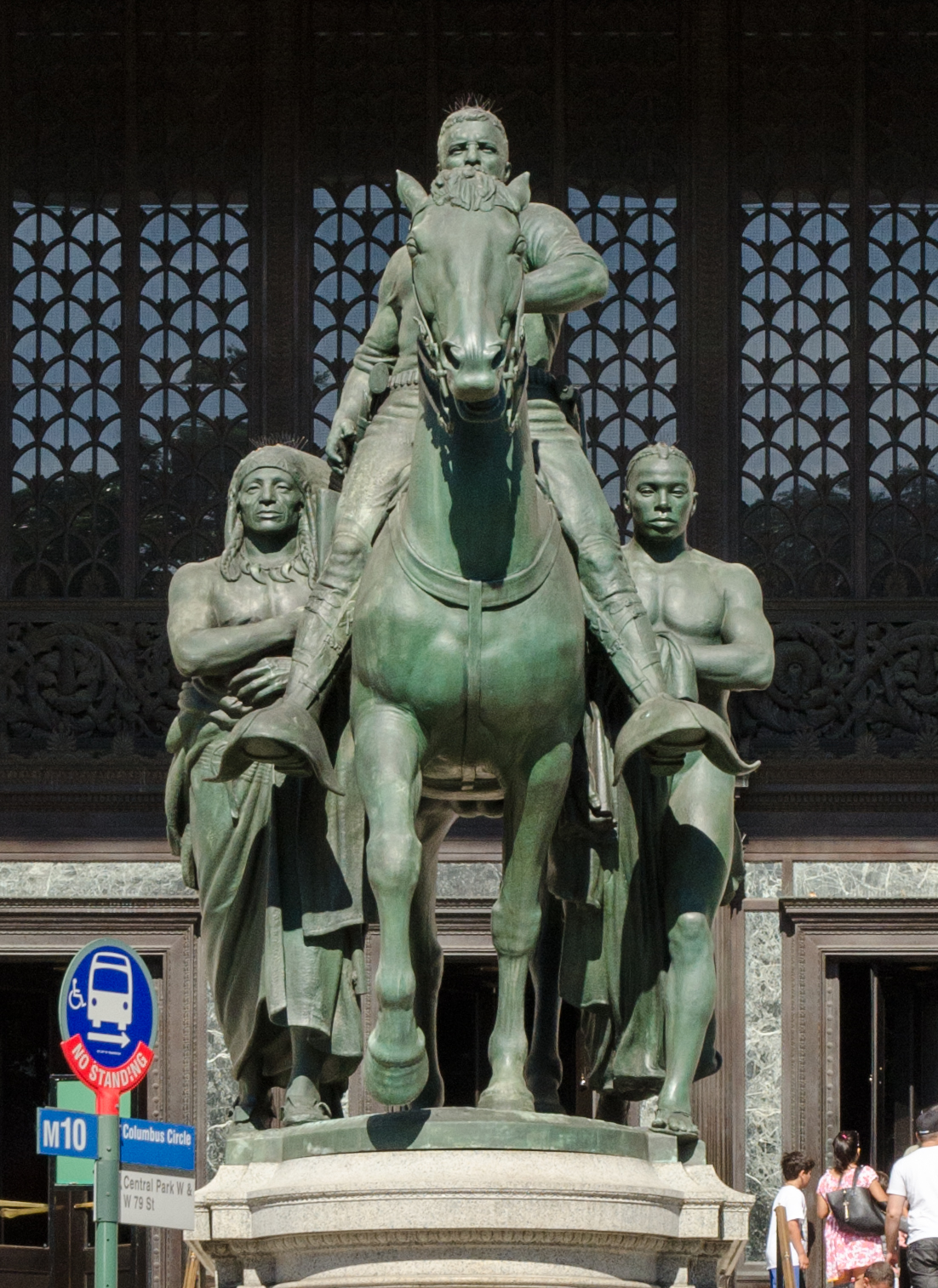
Az emlékmű elölnézete

2018 januárjában New York polgármestere, Bill de Blasio által kinevezett bizottság a város tulajdonában lévő számos szobor felülvizsgálata során arra a következtetésre jutott, hogy ez a szobor többféleképpen értelmezhető, ugyanakkor nem tett javaslatot eltávolítására. A bizottság tagjai véleményükben egyenlő arányban oszlottak meg. A New York Times kritikusa, Holland Cotter kiábrándítónak találta ezt a döntést: "Nem szükséges a szubtextusok iránti különösebb érzékenység ahhoz, hogy észrevegyük, a kompozíció, akárhogyan is fényezik, de szó szerint a csúcson levő fehér embert emblematizálja."
2020. július 12-én Roosevelt dédunokája, Mark Roosevelt támogatta a szobor eltávolítására tett erőfeszítéseket. Megfogalmazása szerint: "Ha harmóniában és egyenlőségben akarunk élni más fajokhoz tartozó emberekkel, nem szabad olyan paternalista szobrokat fenntartanunk, amelyek alárendelt szerepben ábrázolják az amerikai őslakosokat és afroamerikaiakat. Theodore Rooseveltnek, a dédapámnak a New York-i Természettudományi Múzeum előtti szobra ezt teszi, és így jó, hogy lebontják."